# Protisatelitsko orožje
Protisatelitsko orožje (angleško Anti-satellite weapon - ASAT) je orožje namenjeno uničevanju sovražnikovih satelitov. V večini primerov gre za raketno orožje, je pa možna uporaba tudi laserjev in drugih tehnologij. Pri raketnih orožjih sta možna dva načina uničitve: z direktnim (kinetičnim) trkom ali pa z uporabo eksploziva. Možna je tudi uporaba visokovišinskih jedrskih orožij, ki poleg eksplozije povzročijo tudi Elektromagnetni pulz (EMP). 
11. januarja 2007 je Kitajska uspešno uničila kitajski vremenski satelit FY-1C, trk je povzročil veliko število vesoljskih odpadkov